# 경부고속철도
경부고속철도(京釜高速鐵道)는 행신역, 서울역, 수서역에서 부산역, 포항역, 마산역, 진주역을 잇는 KTX, SRT의 운행 계통이다.

## 개요
경부고속철도 사업이 논의되기 시작한 것은 1970년대부터였다. 당시에는 세계개발은행의 원조 사업으로 진행하자는 의견이 나왔으나, 경부고속도로의 건설로 인해 그 의견은 잠시 수그러들게 된다. 이후 대한민국의 경제 성장과 수도권 및 대도시로의 인구 집중이 가속되면서 막대한 양의 교통량이 경부축에 집중하고 되고, 혼잡으로 인한 물류비용은 매년 큰 폭으로 증가하게 되었다.
당초에 경부고속철도의 당위성은 승객의 빠른 수송보다는, 경부축에서 심각하게 증가하고 있는 국가 전체의 물류비용 손실을 줄이기 위하여 절실한 것이었다. 이에 따라서 먼저 경부고속도로의 성능부터 획기적으로 개량하자는 의견, 기존의 경부선을 복복선 전철로 개량하여 최고속도를 높이고 수송량을 증가시키자는 의견, 외국기술을 도입할 것이 아니라 다소 늦어지더라도 우리 독자기술로 고속철도를 만들어 보자는 의견, 그러기에는 시간이 촉박하므로 외국의 시스템을 도입하자는 의견 등이 대두되었다.
경부고속철도 건설사업은 1989년 일찌감치 인천국제공항 건설 사업과 함께 2대 국책사업으로 선정되었다. 고속철도 차량 및 제반 시스템에 대한 기술을 보유하지 못했던 한국에서는 기술도입을 위해 국제입찰을 벌이게 되었으며, 이때 기술 이전에 소극적 자세를 보여준 신칸센은 최초로 탈락하고 독일 ICE와 경합을 벌인 끝에 좀 더 많은 운용 경험과 더 빠른 고속철, 금융적 지원을 제공하겠다고 제안했던 프랑스의 TGV 제조사 알스톰과 최종적으로 계약을 체결하게 되었다.
경부고속철도의 건설은 도입 차량이 선정되기 전인 1992년 6월 30일에 기공식을 거쳐 시작되었으나, 시작 단계부터 고속철도 건설 경험 부족과 토지 매입 문제로 어려움을 겪었다. 최초에는 개통 목표가 1998년이었으나 잦은 설계 변경과, 총 사업비 예측 실패로 인한 사업비 폭증으로 2002년 FIFA 월드컵 전까지 개통하는 것으로 목표가 수정되었다. 그러나 이후로도 설계 변경은 이어졌고, 사업비는 계속 증가, 더해서 시공 및 감리의 부실 시비로 인한 논란 등으로 계속 공기가 연장되어 2003년까지 서울~대구 구간을 우선 개통하기로 하였다. 최종적으로 IMF 외환위기 이후 2004년 4월에 1단계 구간(서울~대구), 2010년말에 2단계 구간(대구~신경주~부산)을 개통하는 것으로 사업이 분리, 재연기되었다.
1999년 12월 16일 시험선의 일부가 완공되어 최초로 시험 운행이 시작되었다. 이후 시흥-광명-천안 구간이 2003년 5월, 옥천-신동 구간이 2003년 11월에 완공되어 시험 주행에 착수하게 되었다. 2003년 말에서 2004년 초까지는 고속철 개통을 맞이하여 서울역, 대전역, 동대구역, 부산역, 광주역 등의 대대적인 개량이 이뤄지기도 하였다. 2004년 4월 1일 경부고속철도 1단계 사업이 완료되어 일반에 영업을 개시하였으며, 호남선에도 일부 고속열차가 직통 운행하기 시작하였다.
한편, 2007년 6월 1일부터 구미시와 김천시가 코레일에 보조금 지급을 조건으로, 김천역과 구미역에 상행, 하행 각각 4회씩 KTX가 운행되었다. 이 우회 열차의 열번은 600번대였으며, 하행은 동대구역이 종착역이고, 상행은 대전조차장 이남 구간은 기존선을, 그 이북 구간은 고속선을 이용하여 서울역을 종착역으로 하였다. 2010년 11월 1일 부로, 옥천 이북 구간을 기존선으로 운행중이고, 영등포역에는 1일 4회, 수원역에는 1일 8회 정차하며, 옥천 이남 구간은 고속선을 이용해 운행하고 있다.
그리고 2010년 10월 28일 2단계 구간인 동대구역 ~ 부산역 구간이 개통되었고, 2010년 11월 1일부터 정식 운행을 시작하였다.
한편, 2011년 6월 7일 경부고속선 2단계 구간의 역인 신경주역과 울산역 선로전환기에서 장애를 일으켰으나 안전운행을 위해서 재시공 하여 10월 21일 복구가 완료되었다.
2015년 8월 1일 대전, 대구 시내 구간의 고속전용 선로를 추가 부설 및 완공하여 운행한다. 다만, 차량만 KTX가 지나다닐 뿐 역이 인접하여 있고 커브가 심하여 300km/h급 속도를 낼 수는 없으나 금천구청역 이남에서는 기존선 여객 및 화물열차와의 동선이 완전히 분리되며 선로 용량 증대가 가능해진다.

## 역사
- 1992년 6월 20일 : 경부고속철도 착공(1단계 천안~대전간 57.8km : 천안 장재리)
- 1992년 6월 30일 : 경부고속철도 기공식[3]
- 1999년 12월 16일 : 시험선 34km 구간 개통[4]
- 2003년 5월 13일 : 경부고속철도 개통대비 영업선 1단계 시운전 개시
- 2004년 3월 30일 : 경부고속철도 1단계 개통식 서울역 광장에서 거행
- 2004년 4월 1일 : 경부고속철도 1단계 개통[5]
- 2010년 11월 1일 : 경부고속철도 2단계 개통 (동대구~신경주~부산 신선건설 124.2km)
- 2015년 8월 1일 : 경부고속철도 대전·대구 도심구간 전용선로 개통

## 소요 시간
기존에는 서울 - 부산간 소요시간이 2시간 40분이었으나 2단계 구간 개통으로 2010년 11월에 2시간 18분으로 단축되었다. 개통이후 2010년 12월 1일부터 서울-부산간 무정차 직통편이 편성되어 2시간 8분의 소요시간으로 하루 1회 왕복을 하게 되었으나 2015년 4월 2일부터 호남고속철도 개통으로 폐지되었다. 
2024년 5월 1일 KTX-청룡이 정식 운행되면서 서울-대전-동대구-부산 구간 소요시간이 2시간 17분이나 된다.
2024년 8월 19일 열차 시간표 기준으로 서울 - 부산간 운행시간이 제일 많이 소요되는 열차는 서울을 출발하여 서대구, 구포을 경유하는 KTX 107열차가 3시간 24분이 소요되며 운행 시간이 제일 길다. 평균 운행 시간은 2시간 45 ~ 56분 사이이다.

## 경유 노선

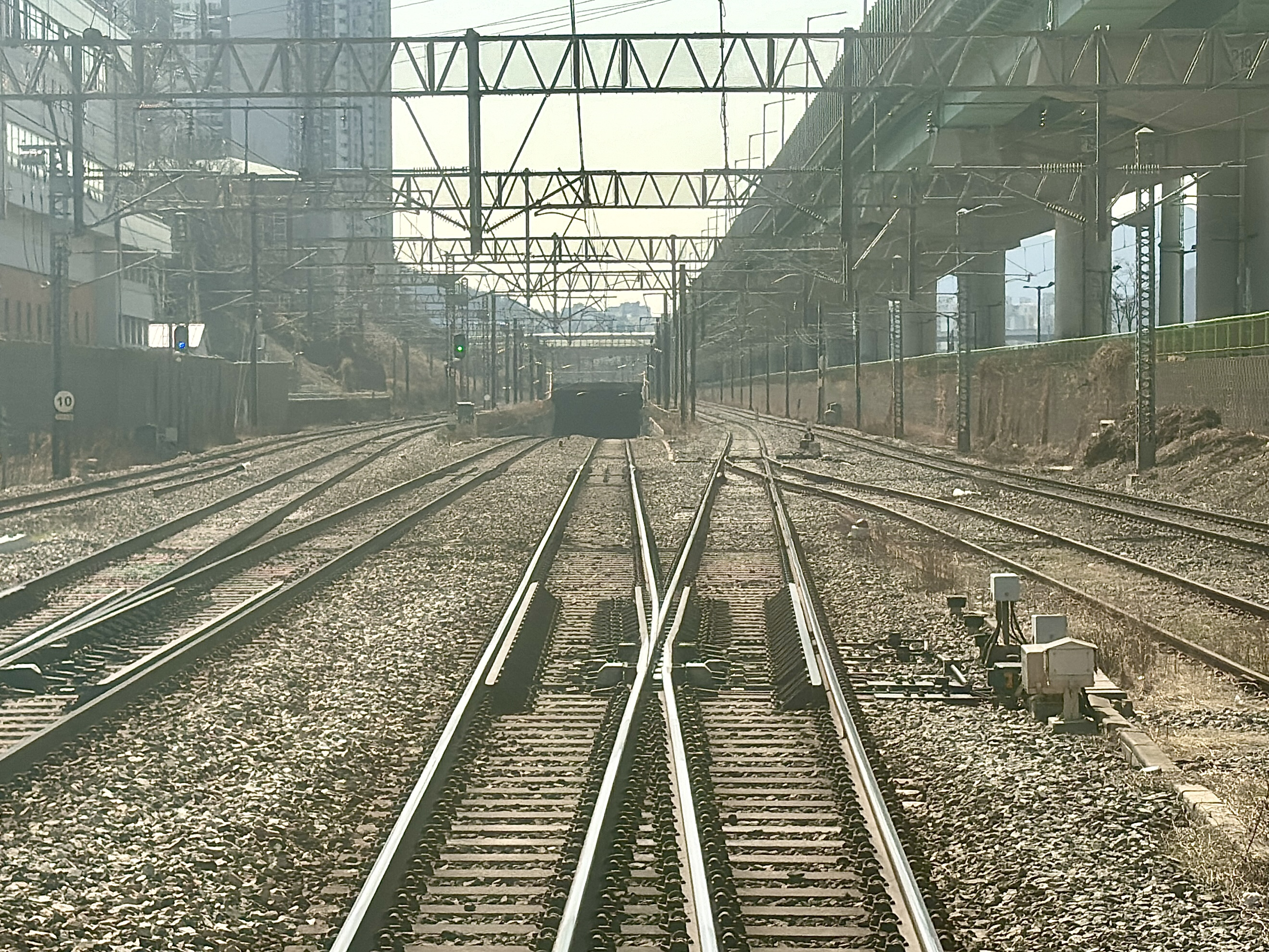
경부선 금천구청역 남쪽에 있는 시흥연결선 기점

경부고속철도는 경부고속선만 경유하지 않고, 경부본선 등의 노선을 이용한 운행 계통이다. 구체적으로는 다음 표를 참조. 수원 경유 열차는 서울부터 대전까지, 구포 경유 열차는 동대구부터 부산까지 각각 경부본선만을 경유하여 운행한다.
| 노선명                  | 지점   |
| ----------------------- | ------ |
| 경의선                  | 행신역 |
| 경의선                  | 서울역 |
| 경부선                  |        |
| 금천구청역              |        |
| 시흥연결선 · 경부고속선 |        |
| 광명역                  |        |
| 경부고속선              |        |
| 천안아산역              |        |
| 오송역                  |        |
| 경부고속선              |        |
| 대전역                  |        |
| 경부고속선              |        |
| 김천(구미)역            |        |
| 경부고속선              |        |
| 동대구역                |        |
| 경부고속선              |        |
| 경주역                  |        |
| 경부고속선              |        |
| 울산역                  |        |
| 경부고속선 · 부산연결선 |        |
| 부산진역 인근           |        |
| 경부선                  |        |
| 부산역                  |        |

2015년 8월 1일 대전 및 대구 도심구간을 관통하는 경부고속선 이설노선이 개통되어 대전남연결선과 대구북연결선의 상시 이용이 중단되었다. 시흥연결선과 부산연결선은 기종점인 서울역과 부산역을 연결하기 위해, 대전북연결선은 서대전 경유 익산행 호남고속철도 열차의 호남선 접속을 위해 계속 사용한다. 대구남연결선의 경우 경부고속선으로 통합되었다.

## 역 목록
- 경유 노선은 경유 노선 문단을 참고.

### 경의 - 경부(고속선) 운행 계통
| 노선       | 역명                | 로마자 역명                  | 한자 역명           | 환승                                                                                          | 역간 거리 | 누적 거리 | 소재지     | 소재지 |
| ---------- | ------------------- | ---------------------------- | ------------------- | --------------------------------------------------------------------------------------------- | --------- | --------- | ---------- | ------ |
| 경의선     | 행신                | Haengsin                     | 幸信                | ● 수도권 전철 경의·중앙선                                                                     | -         | -14.9     | 경기도     | 고양시 |
| 경부선     | 서울                | Seoul                        | 빈칸                | ● 수도권 전철 1호선 ● 수도권 전철 4호선 경의선 (● 수도권 전철 경의·중앙선) ● 인천국제공항철도 | 14.9      | 0.0       | 서울특별시 | 용산구 |
| 경부고속선 | 광명                | Gwangmyeong                  | 光明                | ● 수도권 전철 1호선                                                                           | 18.8      | 22.0      | 경기도     | 광명시 |
| 경부고속선 | 천안아산 (온양온천) | Cheonan-Asan (Onyangoncheon) | 天安牙山 (溫陽溫泉) | 장항선 ● 수도권 전철 1호선                                                                    | 74.0      | 96.0      | 충청남도   | 아산시 |
| 경부고속선 | 오송                | Osong                        | 五松                | 호남고속선 충북선 오송선                                                                      | 28.7      | 124.7     | 충청북도   | 청주시 |
| 경부고속선 | 대전                | Daejeon                      | 大田                | 경부선 충북선 ● 대전 도시철도 1호선 (대전역)                                                  | 35.1      | 159.8     | 대전광역시 | 동구   |
| 경부고속선 | 김천(구미)          | Gimcheon(Gumi)               | 金泉(龜尾)          |                                                                                               | 73.8      | 233.6     | 경상북도   | 김천시 |
| 경부고속선 | 서대구              | West Seodaegu                | 西大邱              |                                                                                               | 45.7      | 279.3     | 대구광역시 | 서구   |
| 경부고속선 | 동대구              | Dongdaegu (East Daegu)       | 東大邱              | 경부선 대구선 ● 대구 도시철도 1호선                                                           | 7.4       | 286.7     | 대구광역시 | 동구   |
| 경부고속선 | 경주                | Gyeongju                     | 慶州                |                                                                                               | 49.0      | 335.7     | 경상북도   | 경주시 |
| 경부고속선 | 울산 (통도사)       | Olsan (Tongdosa)             | 蔚山 (通度寺)       |                                                                                               | 30.0      | 365.7     | 울산광역시 | 울주군 |
| 경부고속선 | 부산                | Busan                        | 釜山                | 경부선 ● 부산 도시철도 1호선 (부산역)                                                         | 51.7      | 417.4     | 부산광역시 | 동구   |

### 경부선 영등포 · 수원 경유
| 노선   | 역명          | 로마자 역명  | 한자 역명 | 환승                                                                                 | 역간 거리 | 누적 거리 | 소재지     | 소재지   |
| ------ | ------------- | ------------ | --------- | ------------------------------------------------------------------------------------ | --------- | --------- | ---------- | -------- |
| 경부선 | 서울          | Seoul        |           | ● 수도권 전철 1호선 ● 수도권 전철 4호선 ● 수도권 전철 경의·중앙선 ● 인천국제공항철도 | -         | 0.0       | 서울특별시 | 용산구   |
| 경부선 | 영등포        | Yeongdeungpo | 永登浦    | ● 수도권 전철 1호선                                                                  | 9.1       | 9.1       | 서울특별시 | 영등포구 |
| 경부선 | 수원          | Suwon        | 水原      | ● 수도권 전철 1호선 ● 수도권 전철 수인·분당선                                        | 32.4      | 41.5      | 경기도     | 수원시   |
| 경부선 | ↓ 대전역 방면 |              |           |                                                                                      |           |           |            |          |

### 경부선밀양 · 구포 경유
| 노선                | 역명   | 로마자 역명            | 한자 역명 | 환승                                               | 역간 거리 | 누적 거리 | 소재지     | 소재지 |
| ------------------- | ------ | ---------------------- | --------- | -------------------------------------------------- | --------- | --------- | ---------- | ------ |
| ↑ 김천(구미)역 방면 |        |                        |           |                                                    |           |           |            |        |
| 경부선              | 동대구 | Dongdaegu (East Daegu) | 東大邱    | 경부고속선 대구선 ● 대구 도시철도 1호선 (동대구역) | 53.1      | 286.7     | 대구광역시 | 동구   |
| 경부선              | 경산   | Gyeongsan              | 慶山      |                                                    | 12.3      | 299.0     | 경상북도   | 경산시 |
| 경부선              | 밀양   | Miryang                | 密陽      | 경전선                                             | 43.0      | 342.0     | 경상남도   | 밀양시 |
| 경부선              | 구포   | Gupo                   | 龜浦      | ● 부산 도시철도 3호선 (구포역)                     | 43.6      | 385.6     | 부산광역시 | 북구   |
| 경부선              | 부산   | Busan                  | 釜山      | 경부고속선 ● 부산 도시철도 1호선 (부산역)          | 16.5      | 402.1     | 부산광역시 | 동구   |

경전선 운행 계통
| 노선                | 역명              | 로마자 역명                            | 한자 역명         | 환승                                               | 역간 거리 | 누적 거리 | 소재지     | 소재지 |
| ------------------- | ----------------- | -------------------------------------- | ----------------- | -------------------------------------------------- | --------- | --------- | ---------- | ------ |
| ↑ 김천(구미)역 방면 |                   |                                        |                   |                                                    |           |           |            |        |
| 경부선              | 동대구            | Dongdaegu (East Daegu)                 | 東大邱            | 경부고속선 대구선 ● 대구 도시철도 1호선 (동대구역) | 53.1      | 286.7     | 대구광역시 | 동구   |
| 경부선              | 경산              | Gyeongsan                              | 慶山              |                                                    | 12.3      | 299.0     | 경상북도   | 경산시 |
| 경부선              | 밀양              | Miryang                                | 密陽              |                                                    | 43.0      | 342.0     | 경상남도   | 밀양시 |
| 경전선              | 진영              | Jinyeong                               | 進永              |                                                    | 25.0      | 367.0     | 경상남도   | 김해시 |
| 경전선              | 창원중앙 (창원대) | Changwonjungang (Changwon Nat'l Univ.) | 昌原中央 (昌原大) |                                                    | 14.1      | 381.1     | 경상남도   | 창원시 |
| 경전선              | 창원              | Changwon                               | 昌原              | 진해선 덕산선                                      | 10.3      | 391.4     | 경상남도   | 창원시 |
| 경전선              | 마산              | Masan                                  | 馬山              | 마산항제1부두선                                    | 3.6       | 395.0     | 경상남도   | 창원시 |
| 경전선              | 진주              | Jinju                                  | 晉州              | 경전선                                             | 49.3      | 444.3     | 경상남도   | 진주시 |

동해선 운행 계통
| 노선                | 역명         | 로마자 역명            | 한자 역명             | 환승                                               | 역간 거리 | 누적 거리 | 소재지     | 소재지 |
| ------------------- | ------------ | ---------------------- | --------------------- | -------------------------------------------------- | --------- | --------- | ---------- | ------ |
| ↑ 김천(구미)역 방면 |              |                        |                       |                                                    |           |           |            |        |
| 경부선              | 동대구       | Dongdaegu (East Daegu) | 東大邱                | 경부고속선 대구선 ● 대구 도시철도 1호선 (동대구역) | 53.1      | 286.7     | 대구광역시 | 동구   |
| 경부선              | (건천연결선) | -                      | -                     |                                                    | 44.5      | 331.2     | 경상북도   | 경주시 |
| 동해선              | (분기점)     | junction intersection  | junction intersection |                                                    | 3.3       | 334.5     | 경상북도   | 경주시 |
| 동해선              | 포항         | Pohang                 | 浦項                  |                                                    | 35.1      | 369.6     | 경상북도   | 포항시 |

## 차량
- 경부고속철도의 차량은 다음과 같다.

### 현재 투입된 차량
- KTX
- KTX-산천 (110000·140000호대)
- SRT (120000·130000호대)
- KTX-청룡 (160000호대)

### 시험차량
- HSR-350X
- HEMU-430X

### 선로검측차
- Roger-1000k

## 승차량 변동
2004년 하루 승객은 평균 7만 2천여 명이었다. 2005년 하루 평균 승객은 8만 9천 명이며, 특히 2005년 12월에는 10만 5천 명이 탑승해 지속적으로 경부축의 도시간 교통수요를 흡수하거나 늘리고 있다. 이러한 추세는 지속적으로 이어질 것으로 보인다. 2022년 철도통계연보에 따르면 주중에는 하루 평균 승객은 13만 8천명(SR포함), 주말에는 하루 평균 승객은 18만 1천명(SR포함)으로 기록하고 있다.

## 같이 보기
- 한국고속철도
- 호남고속철도
- 한국철도공사